# Vegas del Condado
Vegas del Condado es un municipio y villa española de la provincia de León, en la comunidad autónoma de Castilla y León. Cuenta con una población de 1154 habitantes (INE 2024).

## Toponimia
Vegas, del céltico Ibaika, ‘terreno regable, a veces inundado’.
Condado, del latín Cominatus, ‘cortejo, acompañamiento’, ‘dignidad honorífica de conde’ o ‘territorio o lugar a que se refiere el título nobiliario de conde y sobre el cual ejercía este antiguamente señorío’ (en referencia a los Nuñez de Guzmán); o del céltico Condate, ‘confluencia’ (en referencia a los ríos Porma y Curueño).
Vaica de Porma (año 929), Beica de Porma (año 943), Vegas (año 1188).

## Geografía
El término municipal de Vegas del Condado, que abarca una superficie de 133,90 km², está situado al noreste de la zona central de la provincia de León, en la zona de transición entre la planicie de la cuenca del Duero y la cordillera Cantábrica. Su territorio está representado en las hojas MTN50 (escala 1:50000) 130 y 162 del Mapa Topográfico Nacional.
| Noroeste: Garrafe de Torío y Villaquilambre | Norte: Santa Colomba de Curueño | Noreste: Santa Colomba de Curueño |
| Oeste: Valdefresno                          |                                 | Este: Gradefes                    |
| Suroeste Valdefresno                        | Sur: Valdefresno                | Sureste: Gradefes                 |

### Orografía
Vegas se encuentra en la zona noroccidental de la cuenca del Duero y presenta, en general, un relieve suave pero con dos zonas diferenciadas: por un lado los relieves paleozoicos al noreste, los abruptos conglomerados terciarios en el norte y noroeste, y por otro lado, las laderas suaves y superficies llanas al sur.
La altitud media del municipio oscila entre los 860 m s. n. m. de las vegas que circundan el río Porma y los más de mil metros de las laderas circundantes. Esta diferencia supone el paso de un paisaje llano a un terreno elevado, de suaves pendientes, que culmina en altos como La Quebrantada (1039msnm), Monfrio (1099msnm) y, especialmente, el Otero, vértice geodésico situado a 928 m s. n. m. (en las inmediaciones de Villamayor del Condado) y el Vegas, vértice geodésico situado a 1066 m s. n. m. (en las inmediaciones de Vegas del Condado).

### Hidrografía
La totalidad del municipio se encuadra dentro de la cuenca hidrográfica del Duero; como en buena parte de la provincia, sus cursos fluviales se caracterizan por la irregularidad de su caudal, con estiajes en época estival y crecidas en otoño e invierno debido a la lluvia y a la fusión de las nieves.
El río Porma, afluente del río Esla, es la más importante del término municipal y se extiende por la parte oriental de este. Otros cauces menores son los distintos arroyos que desembocan en este río, como el del Reguerón, el de las Arregadas, el del Pontón o el Valcárcel.
El Embalse de Santa María, en el valle de Sestil, cerca de la localidad de Santa María del Condado, así como el Canal de Arriola, que atraviesa el municipio de norte a sur, son otros de los recursos hídricos del municipio.

### Clima
El clima en el municipio se clasifica como mediterráneo continentalizado, de inviernos fríos con frecuentes heladas, y veranos cálidos y secos. La oscilación térmica anual ronda los 11 °C. Las precipitaciones se reparten de forma irregular a lo largo del año, con escasez de las mismas en verano, concentrándose al final del otoño, en los meses invernales y al principio de la primavera.
Según la clasificación climática de Köppen, Vegas se encuadra en la variante Csb, es decir clima mediterráneo de veranos suaves, con la media del mes más cálido no superior a 22 °C pero rebasando los 10 °C durante cinco o más meses. Se trata de un clima de transición entre el mediterráneo (Csa) y el oceánico (Cfb).
| Parámetros climáticos promedio de Vegas del Condado                                                                   | Parámetros climáticos promedio de Vegas del Condado | Parámetros climáticos promedio de Vegas del Condado | Parámetros climáticos promedio de Vegas del Condado | Parámetros climáticos promedio de Vegas del Condado | Parámetros climáticos promedio de Vegas del Condado | Parámetros climáticos promedio de Vegas del Condado | Parámetros climáticos promedio de Vegas del Condado | Parámetros climáticos promedio de Vegas del Condado | Parámetros climáticos promedio de Vegas del Condado | Parámetros climáticos promedio de Vegas del Condado | Parámetros climáticos promedio de Vegas del Condado | Parámetros climáticos promedio de Vegas del Condado | Parámetros climáticos promedio de Vegas del Condado |
| Mes | Ene.                                                | Feb.                                                | Mar.                                                | Abr.                                                | May.                                                | Jun.                                                | Jul.                                                | Ago.                                                | Sep.                                                | Oct.                                                | Nov.                                                | Dic.                                                | Anual                                               |
| --- | --------------------------------------------------- | --------------------------------------------------- | --------------------------------------------------- | --------------------------------------------------- | --------------------------------------------------- | --------------------------------------------------- | --------------------------------------------------- | --------------------------------------------------- | --------------------------------------------------- | --------------------------------------------------- | --------------------------------------------------- | --------------------------------------------------- | --------------------------------------------------- |
| Temp. media (°C) | 3.2                                                 | 4.5                                                 | 7.4                                                 | 9.4                                                 | 12.2                                                | 16.5                                                | 19.2                                                | 19.0                                                | 16.3                                                | 11.7                                                | 7.5                                                 | 4.7                                                 | 11                                                  |
| Precipitación total (mm)                                                                                              | 44                                                  | 46                                                  | 30                                                  | 57                                                  | 56                                                  | 45                                                  | 30                                                  | 35                                                  | 49                                                  | 67                                                  | 78                                                  | 69                                                  | 606                                                 |
| Fuente: Ministerio de Agricultura, Alimentación y Medio Ambiente. Datos de precipitación y de temperatura (1961-2001) |                                                     |                                                     |                                                     |                                                     |                                                     |                                                     |                                                     |                                                     |                                                     |                                                     |                                                     |                                                     |                                                     |

## Historia
Según el Diccionario geográfico-estadístico-histórico de España y sus posesiones de Ultramar (Pascual Madoz e Ibáñez, 1850) se define así:
Jurisdicción anterior en la provincia y partido judicial de León, compuesta de los pueblos de San Vicente del Condado, Vegas del Condado, Villafruela del Condado, Villanueva del Condado y Villarratel, para los cuales nombraba alcalde mayor y juez ordinario el marqués de Toral.
Villa en la provincia, partido judicial y diócesis de León (a 3 1/2 leguas), audiencia territorial y capitania general de Valladolid (a 22 leguas); es cabecera del ayuntamiento de su mismo nombre al que se hallan agregados los pueblos de Castro de la Sobarriba, Castrillo de Porma, San Cipriano del Condado, San Vicente del Condado, Santa María del Monte, Represa de la Sobarríba, Villamayor de la Sobarríba, Villanueva del Condado, Villafruela del Condado. Situado en la ribera que baña el río Onza; su clima es frío y húmedo; sus enfermedades más comunes, tercianas y cuartanas. Tiene unas 50 casas; la consistorial y cárcel, escuela de primeras letras dotada con 2500 reales, a la que asisten 24 niños de ambos sexos; iglesia parroquial de San Esteban servida por un cura; ermita de Villasfrías en la que el martes de Resurrección se celebra una romería muy concurrida, y una fuente de medianas aguas. Confina con Devesa de Curueño, Cerezales, Villanueva del Condado, y Castro de la Sobarriba. El terreno es de buena y mediana calidad y le fertilizan las aguas del Curueño y Onza ya reunidos. Los caminos dirigen a los pueblos limítrofes. Recibe la correspondencia de León. Produce granos, legumbres, lino, patatas, hortaliza y pastos; cría ganados, caza de perdices y liebres, y pesca de truchas. Industria: algunos telares de lienzos del país, 2 molinos harineros y un pisón. Comercio: extracción de lino para Asturias, retornando lo que falta. Población de todo el ayuntamiento: 238 vecinos, 1071 almas. Capital y producción: 3 010 195 reales. Impuestos: 155 176 reales. Contribución: 16 322 reales y 18 maravedís.

## Demografía
Cuenta con una población de 1154 habitantes (INE 2024).
| Gráfica de evolución demográfica de Vegas del Condado entre 1842 y 2021                                               |
| |
| Población de derecho según los censos de población del INE. Población de hecho según los censos de población del INE. |

### Pedanías
El ayuntamiento incluye las poblaciones de Castrillo del Condado, Castro del Condado, Cerezales del Condado, Moral del Condado, Represa del Condado, Santa María del Condado, San Cipriano del Condado, San Vicente del Condado, Secos del Condado, Vegas del Condado, Villafruela del Condado, Villamayor del Condado y Villanueva del Condado.

## Comunicaciones

#### Carreteras
Carreteras nacionales
- N-621, desde León a Unquera (190 km)

Carreteras autonómicas
- CL-624, desde Puente Villarente a Boñar (38,3 km)

Carreteras provinciales
- LE-4601, desde la N-621 a Santa María del Condado (0,300 km)
- LE-4604, desde la N-621 a Castro del Condado (0,700 km)
- LE-4609, desde Ambasaguas de Curueño a Cerezales del Condado (1500 km)
- LE-4610, desde Vegas del Condado a Devesa de Curueño (1175 km)
- LE-4611, desde la CL-624 a Vegas del Condado (1390 km)
- LE-5609, desde San Cipriano del Condado a Villafruela del Condado (2600 km)
- LE-5610, desde la N-601 a la CL-624, por Valdefresno y Represa del Condado (15 466km)
- LE-5611, desde San Vicente del Condado a Castrillo del Condado (4010 km)
- LE-5614, desde Represa del Condado a Villamayor del Condado (1500 km)
- LE-5616, desde Villanueva del Condado a San Cipriano del Condado (1546 km)
- LE-5617, desde la CL-624 a Secos del Condado (0,860 km)
- LE-5618, desde la CL-624 a Villafruela del Condado (1610 km)
- LE-5619, desde la CL-624 a Villanueva del Condado (1310 km)
- LE-5620, desde Villafañe a Castrillo del Condado (6985 km)
- LE-5621, desde la CL-624 a San Vicente del Condado, por San Cipriano del Condado (2294 km)
- LE-5623, desde Villanueva del Condado a Vegas del Condado (2600 km)
- LE-5624, desde Mellanzos a San Vicente del Condado, por Valduvieco (8723 km)

#### Autobuses interurbanos
Por el municipio discurre una línea regular de autobuses que lo comunican con la capital provincial.
La estación de autobuses de León se encuentra en la Avenida Ingeniero Sáenz de Miera y enlaza la ciudad no solo con diferentes puntos de la provincia, sino también con destinos nacionales e internacionales.
Entre las distintas compañías, el Grupo ALSA es uno de los que más servicios ofrece, enlazando León con múltiples destinos.

#### Transporte ferroviario
Por el municipio no circulan ferrocarriles.
La ciudad de León es un centro de primer orden en el transporte ferroviario, con vías que en su mayor parte son una herencia del pasado minero de la provincia. Así la ciudad cuenta con dos estaciones de ferrocarril, la estación de León, en las líneas de ancho ibérico Venta de Baños-Gijón y León-La Coruña, y en la línea de alta velocidad Valladolid-León; y la estación de León-Matallana, en la línea de ancho métrico del Ferrocarril de La Robla.

#### Transporte aéreo
El aeropuerto de León es el único aeropuerto ubicado en la provincia y el más cercano al municipio, encontrándose entre Valverde de la Virgen y San Andrés del Rabanedo.

## Símbolos
El escudo heráldico municipal cuenta con la siguiente descripción:

Cuartelado: 1 de gules, un castillo de oro; 2 de verde, un sol de oro; 3 de azul, dos calderas jaqueladas de plata y de gules, este cuartel con bordura de plata cargada de armiños; 4 de gules, un puente de plata sobre ondas. Timbrado con la corona real española.

La bandera tiene la siguiente descripción: 

Bandera rectangular, de proporciones 2:3, de color blanco, con el escudo en el centro.

[cita requerida]

## Política
| Evolución política municipal | Evolución política municipal | Evolución política municipal | Evolución política municipal | Evolución política municipal | Evolución política municipal | Evolución política municipal | Evolución política municipal | Evolución política municipal | Evolución política municipal | Evolución política municipal | Evolución política municipal | Evolución política municipal | Evolución política municipal | Evolución política municipal | Evolución política municipal | Evolución política municipal | Evolución política municipal | Evolución política municipal | Evolución política municipal | Evolución política municipal | Evolución política municipal | Evolución política municipal |
| Partido                      |                              | 1979                         |                              | 1983                         |                              | 1987                         |                              | 1991                         |                              | 1995                         |                              | 1999                         |                              | 2003                         |                              | 2007                         |                              | 2011                         |                              | 2015                         |                              | 2019                         |
| ---------------------------- | ---------------------------- | ---------------------------- | ---------------------------- | ---------------------------- | ---------------------------- | ---------------------------- | ---------------------------- | ---------------------------- | ---------------------------- | ---------------------------- | ---------------------------- | ---------------------------- | ---------------------------- | ---------------------------- | ---------------------------- | ---------------------------- | ---------------------------- | ---------------------------- | ---------------------------- | ---------------------------- | ---------------------------- | ---------------------------- |
| PSOE                         |                              | 421 (5)                      |                              | 773 (8)                      |                              | 700 (7)                      |                              | 610 (6)                      |                              | 596 (6)                      |                              | 603 (7)                      |                              | 648 (7)                      |                              | 531 (5)                      |                              | 452 (5)                      |                              | 470 (6)                      |                              | 467 (7)                      |
| UCD                          |                              | 331 (4)                      |                              | -                            |                              | -                            |                              | -                            |                              | -                            |                              | -                            |                              | -                            |                              | -                            |                              | -                            |                              | -                            |                              | -                            |
| CD                           |                              | 157 (2)                      |                              | -                            |                              | -                            |                              | -                            |                              | -                            |                              | -                            |                              | -                            |                              | -                            |                              | -                            |                              | -                            |                              | -                            |
| PP (AP-PDP-UL)               |                              | -                            |                              | 308 (3)                      |                              | 196 (1)                      |                              | 194 (2)                      |                              | 340 (3)                      |                              | 154 (1)                      |                              | 125 (1)                      |                              | 373 (4)                      |                              | 310 (4)                      |                              | 212 (3)                      |                              | 194 (2)                      |
| CDS                          |                              | -                            |                              | -                            |                              | 106 (1)                      |                              | 63                           |                              | -                            |                              | -                            |                              | -                            |                              | -                            |                              | -                            |                              | -                            |                              | -                            |
| UPL                          |                              | -                            |                              | -                            |                              | -                            |                              | 108 (1)                      |                              | 80                           |                              | 37                           |                              | 99 (1)                       |                              | 37                           |                              | 69                           |                              | 31                           |                              | -                            |
| IU                           |                              | -                            |                              | -                            |                              | -                            |                              | -                            |                              | -                            |                              | 88 (1)                       |                              | 50                           |                              | 39                           |                              | 9                            |                              | 27                           |                              | -                            |

### Listado de alcaldes
| Alcalde                        | Partido político | Fecha inicio             | Fecha fin                |
| ------------------------------ | ---------------- | ------------------------ | ------------------------ |
| Rafael Lorenzana               | -                | 30 de diciembre de 1845  | ¿?                       |
| Marcos González                | -                | 4 de octubre de 1875     | 1 de marzo de 1877       |
| Juan Fidalgo                   | -                | 1 de marzo de 1877       | ¿?                       |
| Francisco López Palanca        | -                | 1 de julio de 1883       | 1 de julio de 1885       |
| José Llamazares Florez         | -                | 1 de julio de 1885       | 1 de julio de 1887       |
| Vicente Mirantes Villapadierna | -                | 1 de julio de 1887       | 1 de julio de 1889       |
| José González Fernández        | -                | 1 de julio de 1889       | 1 de julio de 1891       |
| Jerónimo Robles                | -                | 1 de julio de 1891       | 1 de julio de 1893       |
| Vicente Llamazares             | -                | 1 de julio de 1893       | 1 de julio de 1895       |
| Francisco López Palanca        | -                | 1 de julio de 1895       | 1 de julio de 1897       |
| Juan Aller Robles              | -                | 1 de julio de 1897       | 1 de julio de 1899       |
| Domingo Castro González        | -                | 1 de julio de 1899       | 1 de julio de 1901       |
| Nemesio Robles                 | -                | 1 de julio de 1903       | 1 de julio de 1905       |
| Laureano Ferreras              | -                | 1 de julio de 1907       | 1 de julio de 1909       |
| Agustín Viejo                  | -                | 1 de julio de 1909       | 1 de julio de 1911       |
| Ramón López                    | -                | ¿?                       | ¿?                       |
| Benigno González Rodríguez     | -                | ¿?                       | 4 de octubre de 1923     |
| Faustino González García       | -                | 4 de octubre de 1923     | 3 de abril de 1924       |
| Javier Robles Carcedo          | -                | 3 de abril de 1924       | 13 de mayo de 1927       |
| Bonifacio Diez Viejo           | -                | 13 de mayo de 1927       | 26 de enero de 1930      |
| Julián López López             | -                | 26 de enero de 1930      | 22 de mayo de 1931       |
| Julián Martínez Otero          | -                | 22 de mayo de 1931       | 31 de mayo de 1931       |
| Antonio Verduras Ordás         | -                | 31 de mayo de 1931       | 7 de junio de 1931       |
| Alfredo Llamazares González    | -                | 7 de junio de 1931       | 10 de agosto de 1936     |
| Amador González Escobar        | -                | 10 de agosto de 1936     | 6 de junio de 1939       |
| Restituto González Llamazares  | -                | 6 de junio de 1939       | 4 de mayo de 1940        |
| Isaac Martínez Mancebo         | -                | 4 de mayo de 1940        | 17 de junio de 1948      |
| Erundino González Moratiel     | -                | 17 de junio de 1948      | 21 de julio de 1949      |
| Restituto Martínez Rodríguez   | -                | 21 de julio de 1949      | 11 de septiembre de 1957 |
| Fidel Robles Viejo             | -                | 11 de septiembre de 1957 | 21 de abril de 1967      |
| Manuel Rodríguez García        | -                | 21 de abril de 1967      | 6 de mayo de 1970        |
| Pedro García González          | -                | 6 de mayo de 1970        | 3 de abril de 1979       |
| Moisés García Jalón            | PSOE             | 3 de abril de 1979       | 24 de enero de 2007      |
| Manuel Ferreras Fidalgo        | PSOE             | 24 de enero de 2007      |                          |

## Cultura

### Fiestas
- Vegas del Condado - San Esteban, 26 de diciembre; Santiago Apóstol, 25 de julio.

### Romerías
- Nuestra Señora de Villasfrías, Ermita de Villasfrías: El segundo sábado de mayo, se celebra entre las localidades de Villanueva del Condado y Vegas del Condado, con la exhibición de los pendones y pendonetas de las dos poblaciones, trajes tradicionales de la comarca, bailes regionales, dulzaineros, tamborileros, y aluches, y la degustación de una frejolada, con productos típicos de la tierra, por la que existe una rivalidad entre los dos núcleos por ver a quien le sale mejor y tiene más éxito.